# ジョン・サイモン (初代サイモン子爵)
初代サイモン子爵ジョン・オールスブルック・サイモン（英: John Allsebrook Simon, 1st Viscount Simon, GCSI, GCVO, OBE, PC、1873年2月28日 - 1954年1月11日）は、イギリスの政治家・貴族。
自由党の政治家だったが、自由党がアスキス派とロイド・ジョージ派に分裂するとアスキス派に属し、1928年のアスキスの死後にはその派閥の指導者となった。保護貿易主義に傾いていき、保守党と近しい存在になっていった。1932年には自由党が参加していたマクドナルド挙国一致内閣に残留するかどうかを巡って自由貿易主義者の自由党党首サミュエルと対立した。政権残留派を率いて挙国派自由党を立ち上げ、マクドナルド挙国一致内閣とその後の保守党政権で重要閣僚職を歴任した。

## 経歴

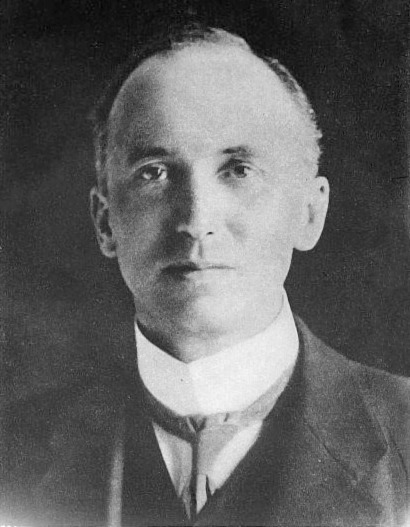
1916年ごろのサイモン

1873年2月28日に会衆派牧師エドウィン・サイモンとその妻ファニー（旧姓オールスブルック）の唯一の息子として生まれる。
1906年1月にウォルサムストー選挙区から選出されて庶民院議員となる。1918年から議席を失ったが、1922年にスペン・バレー選挙区から選出されて再び庶民院議員となり、叙爵されて貴族院議員に転じる1940年まで在職した。
自由党政権アスキス内閣下の1910年に法務次官、1913年に法務総裁、1915年に内務大臣に就任した。
第一次世界大戦中、戦死戦傷者急増で兵員が不足してくると徴兵制が導入されたが、サイモンは徴兵制に反対した閣僚であったため、それを機に辞職した。その後ロイド・ジョージ内閣成立によって自由党がロイド・ジョージ派とアスキス派に分裂するとアスキス派に属し、アスキスの腹心と見做されるようになっていった。
1926年のゼネストに際しては5月6日の庶民院でゼネストは違法と主張し、「そのような行動を勧告して助長したすべての労働組合指導者には全財産を吐き出させてでもその損害を償わせるべきである」と論じた。

### サイモン委員会
1927年11月、1919年インド統治法に基づいて、インドの自治問題の調査を行う法制調査委員会が設けられる運びとなった。サイモンはこの委員会（サイモン委員会）のトップに任じられた。しかし同委員会にインド人は一人も加えられなかったため、インド国民会議の反発を招いた。翌年2月、サイモンら委員はボンベイに到着したが、「サイモンは帰れ！」と書かれた横断幕で大衆に迎えられている。これ以降も抵抗運動は続き、事態を憂慮したインド総督の初代アーウィン男爵は抵抗運動への宥和政策として、1929年10月にインドを大英帝国自治領（ドミニオン）とすることが最終目標であることを宣言し、またイギリス当局とインド各派代表による円卓会議を開くことを約束した。
こうした状況下の1930年に提出されたサイモン委員会の報告書の内容は現状に遅れを取り、実情にそぐわないものとなっていた。その内容は、中央政府における責任内閣制の樹立は藩王国が連邦に参加するまで延期としていた（藩王国が連邦に参加する見込みはなかったので実質的に無期限延期）。自治は州レベルに留まるものでインド各派をかえって憤慨させるものとなった。

### 閣僚歴任期（マクドナルド内閣 - チャーチル内閣）

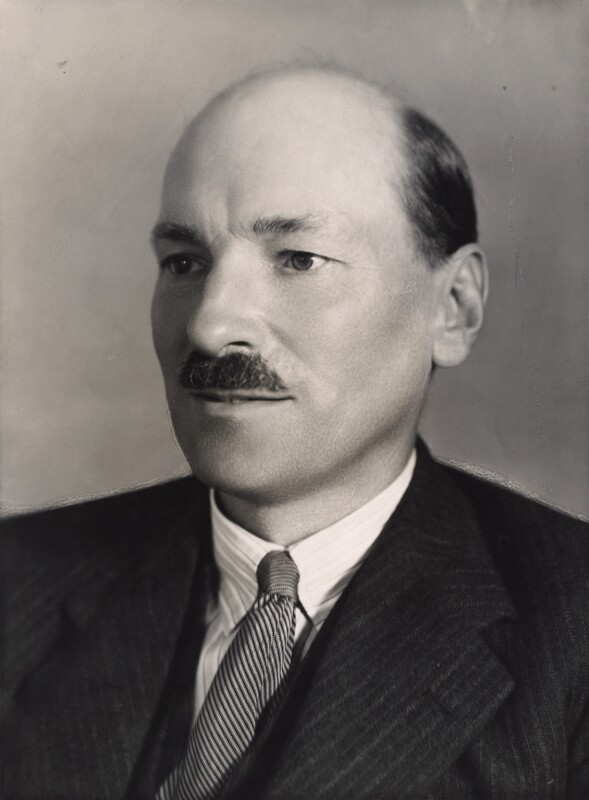
外相時代のサイモンを痛烈に批判したアトリー

1928年にアスキスが死去すると自由党アスキス支持派はサイモンを新たな指導者と見做すようになっていった。彼は自由党内保護貿易派であり、保守党党首ボールドウィンの反自由貿易理論を支持するようになった。そのため1931年のマクドナルド挙国一致内閣（実質的には保守党主導の政権）で外務大臣という要職で迎えられた。自由党党首サミュエルも内務大臣として同内閣に入閣したが、翌1932年に内閣が保護貿易主義に傾くとサミュエルは反発して辞職した。一方保護貿易主義のサイモンとサイモン派自由党（約35名）はますます政府に接近し、保守党と密接な選挙協力体制を作るようになった。やがてサイモン派は挙国派自由党と呼ばれるようになった。
外務大臣としては軍縮とナチス宥和政策に努め、1935年には訪独してヒトラーと会見している。しかしこれについて野党労働党の党首代行クレメント・アトリーは批判的であり、「外相は両立しがたい二つの路線（国際連盟の力で侵略者を抑制することと、その侵略者と妥協をすること）を追求している。」と厳しく攻撃した。さらにアトリーは「サイモンは法律家で、起こったことを何でも正しいと弁護して、原則的なことは何も信じていない」とまで断じて、『シンプル・サイモン』の呼び名でサイモンの行動を皮肉った。
1935年に第三次ボールドウィン内閣が成立すると内務大臣に転任した。ついで1937年のチェンバレン内閣では財務大臣で入閣した。
1940年のチャーチル内閣でも大法官（貴族院議長）に就任することになり、そのために1940年5月20日に連合王国貴族爵位サイモン子爵に叙せられて貴族院議員に列した。1945年7月にチャーチル内閣が崩壊するまで在職した。戦時中、戦況に一喜一憂するだけのチャーチルに対して、サイモンはレンドリース法による対米債務の増大と経済依存を強く懸念していたという。サイモンの予感は的中し、1945年8月17日にレンドリース法の停止が行われた時点で英・対外債務は33億ポンドに及び、レンドリース打ち切りはイギリス経済の死を意味したため、イギリスはアメリカ合衆国から37億5,000万ドルの借款（年利：2％）を受けることとなった。

### 晩年
1953年12月、クリスマス休暇中に脳卒中に倒れ、年が明けた1954年1月11日に死去した。爵位は長男のジョン・サイモンが継承した。

## 人物

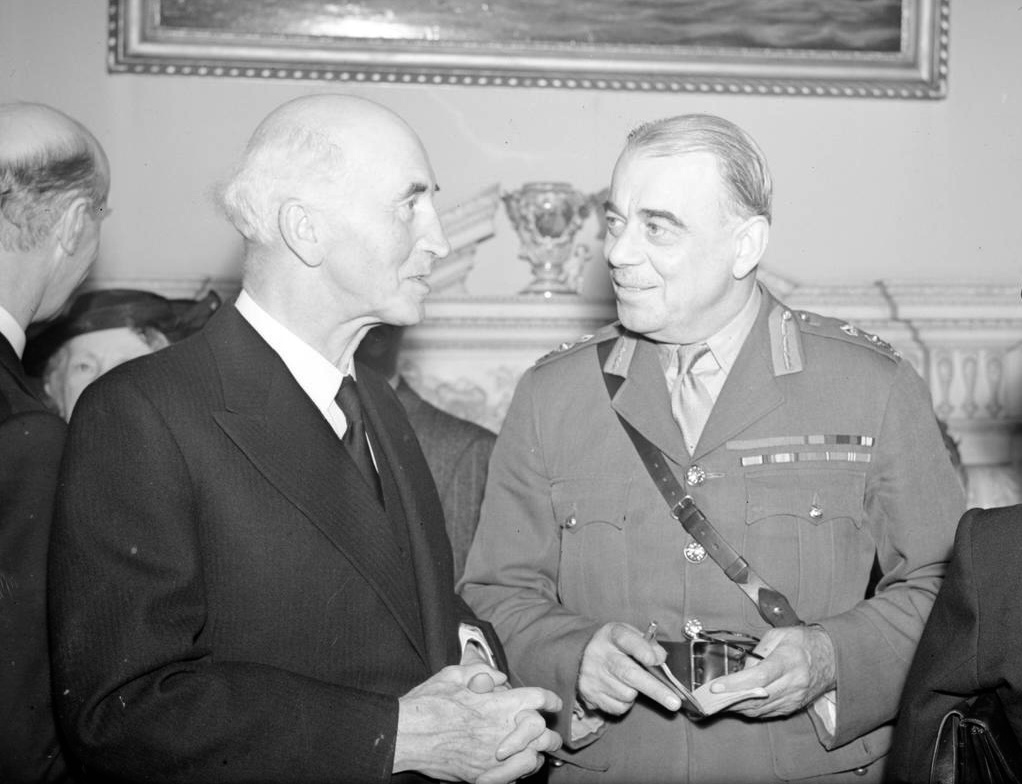
ヘイスティングス・イスメイ将軍と談笑するサイモン（左）（1945年）。

潔癖症で政府からはじき出されることになったサミュエルに対して彼は野心家であり、閣僚職に就くことに異常にこだわった。結果マクドナルドの下では外務大臣、ボールドウィンの下で内務大臣、チェンバレンの下で財務大臣、チャーチルの下で大法官(貴族院議長)と要職を確保し続けた。

## 栄典

### 爵位
1940年5月20日に以下の爵位を新規に叙される。
- ペンブルック州におけるスタックポール・エリダーの初代サイモン子爵 (Viscount Simon, of Stackpole Elidor in the County of Pembroke)
(勅許状による連合王国貴族爵位)

### 勲章
- - 大英帝国勲章(騎士団)オフィサー（OBE）- 1919年[1][21]
- - インドの星勲章(騎士団)ナイト・グランド・コマンダー（GCSI）- 1930年[1][21]
- - ロイヤル・ヴィクトリア勲章(騎士団)ナイト・グランド・クロス（GCVO）- 1937年[1][21]（KCVO：1911年）

## 家族

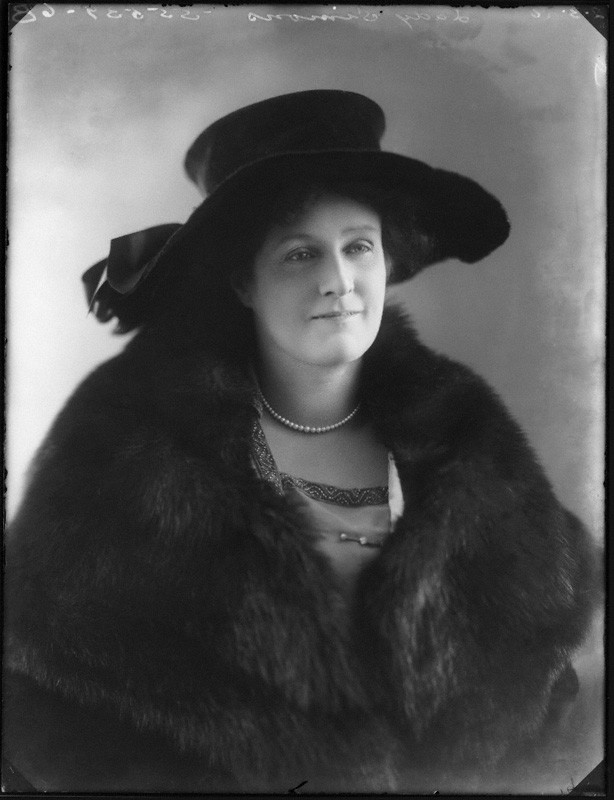
後妻キャサリーン・マニング

1899年5月24日にエセル・メアリー・ヴェナブルズ(Ethel Mary Venables, 生年不詳-1902)と最初の結婚をしたが、1902年に死別した。彼女との間に以下の3子を儲けた。
- 第1子(長女)マーガレット・エリザベス・サイモン (Margaret Elizabeth Simon,1900-1966)：ジェフリー・エドワーズと結婚
- 第2子(次女)ジョアン・エンジェル・オールスブルック・サイモン (Joan Angel Allsebrook Simon, 1901-没年不詳)：陸軍軍人アラン・ビックフォード大尉と結婚
- 第3子(長男)ジョン・ギルバート・サイモン（英語版） (John Gilbert Simon, 1902-1993)：第2代サイモン子爵位を継承

1917年12月18日に未亡人のキャサリーン・マニング(Kathleen Manning)と再婚したが、彼女との間に子供はなかった。